# والریه وداوین
والریه وداوین (انگلیسی: Valeriy Vdovin؛ زادهٔ 1950) بازیکن فوتبال اهل روسیه است. وی مربیگری تیم ملی فوتبال زیر ۲۳ سال لائوس را بر عهده داشته است.